# Vegvísir

De vegvísir is een magisch symbool uit IJsland. De naam van het symbool bestaat uit de woorden 'vegur' (weg) en 'vísir' (wijzen) en geeft zijn functie aan, namelijk het wijzen van de weg, als een soort kompas. Hoewel vaak wordt gesuggereerd dat het een origineel Vikingsymbool betreft, dateren de oudste vermeldingen van het symbool pas uit de 19e eeuw en zijn alle afkomstig uit de regio rondom de IJslandse plaats Akureyri. 

## Oudste vermeldingen
De eerste vermelding van vegvísir is in het Huld-manuscript van Geir Vigfusson uit 1860. Het symbool zou voorkomen dat je verdwaald raakt tijdens storm of slecht weer. De tweede vermelding betreft Olgeir Geirsson in zijn geschrift Galdrakver in de jaren 1868-1869, met een betekenis die nagenoeg gelijk aan het Huld-manuscript. De derde vermelding betreft een anoniem 19e-eeuws document dat eveneens Galdrakver heet en een christelijke wending geeft aan het symbool.

## Popularisering in de 20e eeuw
In de 20e eeuw werd het symbool door diverse auteurs verder verspreid. De groeiende interesse voor de Vikingcultuur en de opkomst van het internet maakten het symbool populair, ondanks dat het symbool uit de 19e eeuw dateert en dus helemaal niet is gebruikt door de Vikingen. De IJslandse herkomst van de drie boeken werkte dit misverstand mede in de hand. De IJslandse zangeres Björk gaf eveneens een Vikingherkomst als uitleg en had het symbool als tatoeage, waarna het een populair thema werd in de tatoeagewereld. Ook bij re-enactmentacteurs en neopaganisten kwam het symbool in zwang.

## Vormgeving
De 19e-eeuwse versies zijn vooral vierkant van vorm. De ronde vormen - al dan niet voorzien van runen - zijn pas in de 20e eeuw ontwikkeld. In alle gevallen bestaat het symbool uit acht 'staven'. De staven tonen enige overeenkomsten met runentekens en mogelijk zijn deze door de 19e-eeuwse ontwerper toegepast om het belang van het symbool uit te drukken.